# Матильда де Эно
Матильда де Эно (фр. Mathilde de Hainaut; 1293 — 1331) — княгиня Ахейская.
Матильда д’Эно была дочерью коннетабля Сицилии Флориса де Эно и Изабеллы де Виллардуэн. Желая навести порядок в Ахейском княжестве и внимая просьбам баронов, Неаполитанский король Карл II Анжуйский в день свадьбы Флориса и Изабеллы присвоил им титулы князя и княгини Ахейских, взяв с Изабеллы слово, что она, если овдовеет, не будет вступать в новый брак без разрешения короля.
В 1297 году умер отец Матильды, и Изабелла стала единовластной правительницей княжества. Матильда унаследовала отцовские владения в Эно а также права Виллардуэнов на Ахайю, и бароны княжества стали предлагать Изабелле кандидатуры будущего мужа для девочки. В 1299 году состоялась помолвка между Матильдой и герцогом Афинским Ги II де Ла Рошем. Король Неаполя Карл II Анжуйский выступил против этого брака: он опасался слияния Афинского герцогства и Ахейского княжества через этот брачный союз, и потери своего влияния в Греции. Только после длительных переговоров 18 апреля 1300 года король согласился на брак. Папа Бонифаций VIII также дал на него разрешение. В благодарность Ги II преподнес папе 12 бархатных одеяний, сотканных на его фиванских мануфактурах. Матильда принесла в приданое Ги II замок Каламату. Ахейская принцесса, которая была тогда ещё маленькой девочкой, переехала ко двору своего мужа.
В 1308 году Ги II умер, и Матильда стала вдовой. 
В 1313 году Карл Валуа, осознав, что после смерти жены его дочь Екатерина является наследницей титула императора Константинополя, разорвал её помолвку с Гуго Бургундским. Взамен Бургундский дом получил ряд компенсаций, одной из которых была свадьба брата Гуго Людовика с Матильдой де Эно. Филипп I Тарентский передал Матильде Ахейское княжество, конфискованное в 1307 году его братом королем Карлом II Анжуйским у Изабеллы де Виллардуэн (сохранив, однако, сюзеренитет над ним), а Гуго передал Людовику титул короля Фессалоник. В случае, если у пары не будет наследника — княжество Ахейское после их смерти должно было вернуться Бургундскому дому, и Матильда не имела права на повторное замужество без разрешения сюзерена.
Матильда отплыла из Марселя в Наварино, взяв с собой тысячу солдат, а Людовик отправился в Венецию в поисках помощи против занявшего к тому времени Ахейское княжество другого претендента — Фернандо Майоркского (претендовавшего на княжество от имени жены, которая была дочерью Маргариты де Виллардуэн — младшей сестры Изабеллы де Виллардуэн). Поначалу Фернандо разбил войска Изабеллы, но потом прибыл Людовик с помощью из Венеции, и в июле 1316 года Фернандо был убит в битве при Маноладе. Вскоре, однако, скончался и Людовик (по одним данным — от болезни, по другим — от яда), и Матильда осталась во главе княжества одна.
Сюзерен Ахеи Филипп силой доставил вдову в Неаполь и, чтобы сохранить Ахейское княжество под властью дома Анжу, заставил её в 1318 году выйти замуж за его младшего брата Иоанна. Однако Матильда отказалась передать права на княжество новому мужу и заключила секретный брак с Гуго де ла Палисом. Но это нарушило договор о передаче Ахейского княжества, заключённый её матерью Изабеллой, согласно которому дочь не могла выйти замуж без разрешения сюзерена. На основании нарушения договора Филипп отобрал княжество у Матильды и передал его Иоанну. Брак был объявлен несостоявшимся, и Матильда была заключена в Кастель-дель-Ово.
После освобождения из крепости Матильда удалилась в Аверсу, где и провела остаток своей жизни.